# 툰드라늑대
툰드라늑대(학명 : Canis lupus albus, 영어: Tundra Wolf)는 유라시아의 러시아와 캄차카반도의 툰드라 및 숲 지역에 서식하는 회색늑대의 아종이다. 러시아 이외의 서식지로는 스칸디나비아반도의 최북단에 서식하고 있다.
이 종은 거대한 아종으로, 성체 수컷의 길이가 118-137cm이며 성체 암컷의 길이는 112-136cm로 비슷하다. 수컷의 꼬리 길이는 42-52cm이고, 암컷의 꼬리 길이는 41-49cm이다. 종종 숲의 늑대보다 무거운 것으로 나타나지만, 이것은 사실이 아니며 무거운 숲늑대는 가장 무거운 늑대로 측정되었다. 툰드라늑대의 무게는 수컷이 약 40-49kg으로 측정되었다. 암컷은 평균 36.6-41kg이다. 가장 무거운 기록을 가진 늑대는 1951년에서 1961년 사이 타이미르반도와 카닌반도의 늑대 500마리 사이에서 타이미르반도 북부 두댜프타 강(Dudypta River)에서 사살된 늙은 수컷 늑대로 약 52kg이었다. 털은 매우 길고, 조밀하며 부드럽다. 꼭대기의 털 길이는 150-160mm이고 중간의 털은 80-150mm이며 아래 부분의 털은 약 70mm이다. 털은 보통 밝은 빛의 회색을 띈다. 아래 부분의 털은 회색이 짙고 위부분의 털은 붉은 빛의 회색을 띈다. 이 털의 크기는 종종 털갈이를 하는 대형 캐나다 늑대와 크기가 비슷하다.
툰드라늑대는 보통 건조한 고원의 계곡이나 강 덤불에서 거주지를 만들고 보통 5-7마리의 무리를 갖추고 있다. 이들 늑대는 보통 자신 서식지 범위 동부에서 순록과 눈산양을 잡아먹는다. 또한 토끼나 북극여우를 잡아먹기도 한다. 이들은 영구한 서식지를 갖추고 있지 않고 순록의 이주와 함께 매년 약 200-300km를 여행한다. 툰드라늑대가 죽이는 순록 대다수의 죽음은 이들에게 음식을 의존하는 네네츠인이 죽이는 것이다. 야말로네네츠 자치구의 기록에 따르면, 1951년 약 1,708마리의 순록이 툰드라늑대에 의해 죽었으며, 약 7,048명이 서로 흩어졌다. 1944년에서 1954년 사이 툰드라늑대는 약 순록 75,000마리를 죽였다.